# Jan Patočka
 (mars 2015).
Si vous disposez d'ouvrages ou d'articles de référence ou si vous connaissez des sites web de qualité traitant du thème abordé ici, merci de compléter l'article en donnant les références utiles à sa vérifiabilité et en les liant à la section « Notes et références ».
Jan Patočka (1er juin 1907 à Turnov – 13 mars 1977 à Prague) est l’un des principaux philosophes tchécoslovaques du XXe siècle. Influencé surtout par Edmund Husserl, et dans une certaine mesure par Martin Heidegger, il s'intéresse à la phénoménologie et l'oriente dans de nouvelles voies, comme celle d'une philosophie asubjective, d'une différence entre l'épochè et la réduction. Il travaille également sur la philosophie grecque : sur Platon et son influence sur la civilisation européenne, mais aussi sur Aristote et sa conception du mouvement.

## Biographie

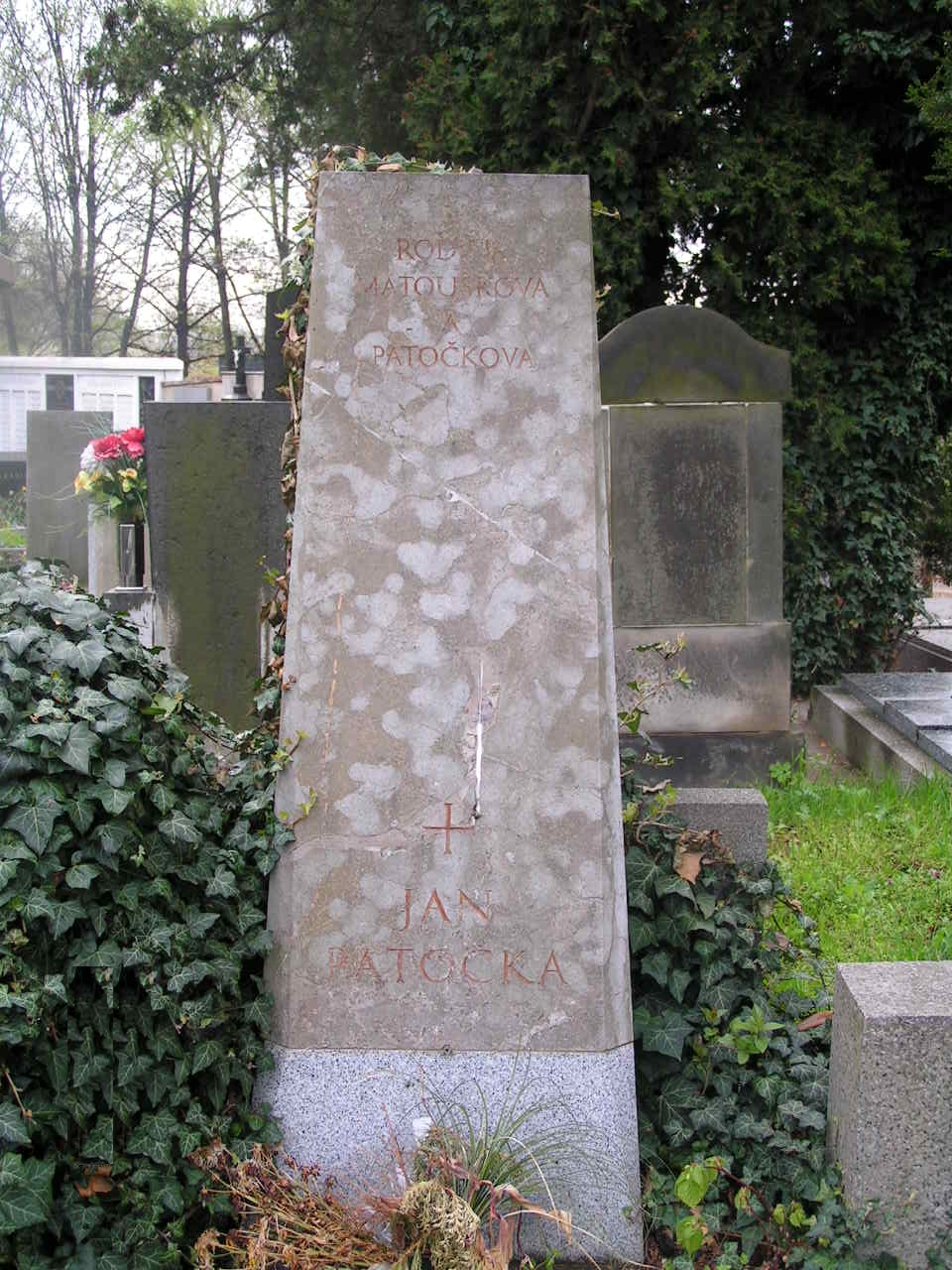
Tombe de Jan Patočka au cimetière de Břevnov.

Entre 1925 et 1931, Patočka étudie la philologie slave, la romanistique et la philosophie à la Faculté des lettres de l'université Charles de Prague, puis il effectue plusieurs séjours d'études à Paris, à Berlin et à Fribourg-en-Brisgau, où il fait la connaissance d'Edmund Husserl, d'Eugen Fink et de Martin Heidegger. La phénoménologie devient alors l'une des bases de sa philosophie. Il est l'un des membres fondateurs du Cercle philosophique de Prague dont il devient le secrétaire tchèque.
En 1936, il a terminé son habilitation avec la thèse  Přirozený svět jako filosofický Genealogie  (Le monde naturel comme problème philosophique), la première étude phénoménologique systématique en langue tchèque, qui a eu une influence correspondante sur la philosophie tchèque. En 1937, Patočka a repris le poste de rédacteur en chef de la revue philosophique  Česká mysl  (L'esprit tchèque). En 1938, il devient membre titulaire de l'Institut international de philosophie (Paris).
Il enseigne à la Faculté des lettres de 1936, jusqu'à la fermeture des universités tchèques (1939) par l’occupant nazi. Patočka est enseignant dans une école secondaire durant toute la période de l’Occupation. Il est de nouveau professeur entre 1945 et 1949, avant d'être exclu de l'université lors des purges communistes. Il travaille alors dans diverses institutions philosophiques et pédagogiques. Au Centre de recherches pédagogiques, il publie la première édition tchèque du Pansophica (Všenápravy) de Comenius. De 1964 à 1968, il est chercheur à l’Institut de philosophie de l'Académie des sciences tchèque. Il retrouve un poste à la Faculté de philosophie, en 1968. En 1972, il est mis à la retraite d’office. Ses séminaires « clandestins », animent la vie culturelle de la capitale pragoise, alors atone en raison de la Normalisation en Tchécoslovaquie.
En 1977, il signe la Charte 77 et devient, avec Jiří Hájek et Václav Havel, l'un de ses premiers porte-parole. S'ensuit une persécution policière constante. Après un interrogatoire policier particulièrement long, Patočka doit être hospitalisé et meurt d'une hémorragie cérébrale, le 13 mars 1977. Selon les mots de Paul Ricœur, Jan Patočka fut « littéralement mis à mort par le pouvoir ». Selon Jorge Semprún, dans son ouvrage Le Mort qu'il faut, les autorités tchécoslovaques ont ordonné la fermeture des fleuristes de Prague le jour de son enterrement, afin de limiter les hommages que pouvait lui rendre la population.

## Philosophie
Dans son œuvre philosophique, Jan Patočka renoue avec la tradition représentée par J. A. Comenius, Tomáš Masaryk et Edmund Husserl, liée à un effort pour ancrer la dimension morale de l'homme dans une époque qui nie cette dimension. Il part de la phénoménologie de Husserl en la modifiant à partir de l'ontologie de Martin Heidegger. Il se concentre sur l'analyse du « monde naturel » (Le Monde naturel en tant que problème philosophique, Přirozený svět jako filosofický problém, 1936, 1970, 1992), cherche ses bases métaphysiques et étudie la dépendance mutuelle et la cohésion de l'existence humaine et du monde. 
Enfin, il aboutit à une philosophie phénoménologique qui développe une conception originale de la subjectivité à partir de la théorie des trois mouvements de l'existence humaine: le mouvement d'auto-ancrage (l'homme accepte la situation dans laquelle il se trouve, et est accepté en tant qu'homme par les autres), le mouvement du dessaisissement de soi par le prolongement - mouvement du travail, du gagne-pain (l'homme ne prête son attention qu'aux choses qui peuvent lui être utiles, qui « prolongent » ses possibilités, il considère les autres ainsi que lui-même comme un objet de bénéfice qu'il est possible de manipuler) et le mouvement de la découverte de soi (mouvement de percée par lequel l'homme dépasse le monde de l'immédiatement donné pour se rapporter au monde en tant que tout; il refuse de vivre une vie de consommation anonyme, il est conscient de sa finitude et de la responsabilité de sa propre vie qui le porte au « soin de l'âme » platonicien comme à la chose la plus importante qu'il doit s'efforcer d'accomplir.)

## Livres
- Přirozený svět jako filosofický problém, Prague, 1936
- Aristoteles, jeho předchůdci a dědicové, Prague, 1964
- O smysl dneška, 1969
- Kacířské eseje o filosofii dějin, Prague, 1975 (Samizdat)
- Negativní platonismus, 1990
- Sókratés. Přednášky z antické filosofie, 1990
- Platón. Přednášky z antické filosofie, 1991
- Tři studie o Masarykovi, 1991
- Evropa a doba poevropská, 1992
- Úvod do fenomenologické filosofie [compilation de notes du cours de l’année universitaire 1969-1970], 1993
- Aristotelés. Přednášky z antické filosofie, 1994
- Tělo, společenství, jazyk, svět [compilation de notes du cours de l’année universitaire 1968-1969], 1995
- Sebrané spisy [Œuvres complètes sous la direction des Archives Patočka de Prague], treize volumes parus entre 1996 et 2010

### En français
- Le Monde naturel comme problème philosophique, trad. fr. J. Daněk et H. Declève, La Haye, Nijhoff, 1976, coll. « Phaenomenologica » 68.
- Essais hérétiques sur la philosophie de l'histoire, traduit par Erika Abrams, Lagrasse, Verdier, 1981.
- Platon et l'Europe, traduit par Erika Abrams, Lagrasse, Verdier, 1983.
- La Crise du sens, tome 1, Comte, Masaryk, Husserl, traduit par Erika Abrams, Bruxelles, Ousia, 1985.
- La Crise du sens, tome 2, Comte, Masaryk et l'action, traduit par Erika Abrams, Bruxelles, Ousia, 1986.
- Le Monde naturel et le mouvement de l'existence humaine, édité et traduit par Erika Abrams, Dordrecht, Kluwer Academic Publishers, 1988.
- Qu'est-ce que la phénoménologie ?, édité et traduit par Erika Abrams, Grenoble, J. Millon, 1988.
- L'Écrivain, son « objet », édité et traduit par Erika Abrams, Paris, P.O.L, 1990.
- L'Art et le Temps, édité et traduit par Erika Abrams, Paris, P.O.L, 1990.
- Liberté et sacrifice. Écrits politiques, édité et traduit par Erika Abrams, Grenoble, J. Millon, 1990.
- L'Idée de l'Europe en Bohême, édité et traduit par Erika Abrams, Grenoble, J. Millon, 1991.
- Papiers phénoménologiques, édité et traduit par Erika Abrams, Grenoble, J. Millon, 1995.
- Conférences de Louvain, sur la contribution de la Bohême à l’idéal de la science moderne, texte établi par Valérie Löwit et Filip Karfík, Bruxelles, Ousia, 2001.
- L’Europe après l’Europe, édité par Erika Abrams, traduit par Erika Abrams et Marc B. de Launay, Lagrasse, Verdier, 2007.
- Aristote, ses devanciers, ses successeurs, traduit par Erika Abrams, Paris, Vrin, 2011.
- Éternité et historicité, traduit par Erika Abrams, Lagrasse, Verdier, 2011.
- Le Monde naturel comme problème philosophique, traduit par Erika Abrams, Paris, Vrin, mai 2016.
- Socrate : Cours du semestre d'été 1946 suivi de Remarques sur le problème de Socrate, traduit par Erika Abrams, Le Cerf, 2017.
- Correspondance avec Robert Campbell et les siens. 1946-1977, texte établi et présenté par Erika Abrams, Grenoble, J. Millon, 2019.
- Carnets philosophiques 1945-1950, traduit par Erika Abrams, Paris, Vrin, 2021.
- Intériorité et Monde, traduit par Erika Abrams, Paris, Vrin, 2023.
- Le monde naturel et le mouvement de l'existence humaine, traduit par Erika Abrams, Paris, Compagnons d'humanité, 2023.